# Kvarntjärnen (Sorsele socken, Lappland, 725891-161463)
Kvarntjärnen är en sjö i Sorsele kommun i Lappland och ingår i Skellefteälvens huvudavrinningsområde. Sjön har en area på 0,137 kvadratkilometer och ligger 444,2 meter över havet. Sjön avvattnas av vattendraget Bockträskbäcken.

## Delavrinningsområde
Kvarntjärnen ingår i det delavrinningsområde (725860-161564) som SMHI kallar för Ovan Råbäcken. Medelhöjden är 457 meter över havet och ytan är 11,05 kvadratkilometer. Det finns ett avrinningsområde uppströms, och räknas det in blir den ackumulerade arean 21,32 kvadratkilometer. Bockträskbäcken som avvattnar avrinningsområdet har biflödesordning 3, vilket innebär att vattnet flödar genom totalt 3 vattendrag innan det når havet efter 179 kilometer. Avrinningsområdet består mestadels av skog (65 procent) och sankmarker (29 procent). Avrinningsområdet har 0,14 kvadratkilometer vattenytor vilket ger det en sjöprocent på 1,2 procent.